# Grajegan
Grajegan is een bestuurslaag in het regentschap Sukoharjo van de provincie Midden-Java, Indonesië. Grajegan telt 3424 inwoners (volkstelling 2010).